# 이재 선생 묘
이재 선생 묘는 대한민국 경기도 용인시 처인구 이동읍 천리에 있는 이재 선생 묘이다. 1992년 10월 12일 용인시의 향토문화재 제39호로 지정되었다.

## 개요
이재 선생은 조선 영조 때 유학자이자 문신으로 자는 희경, 호는 도암, 한천, 본관은 우봉이다. 숙종 6년(1680) 진사 만창의 아들로 고양 화전에서 태어나 중부 "귀락당 만성"에게서 수학했으며, 숙종 28년(1702) 알성문화에 급제, 검열로서 찬집청 기사관을 겸해 단종실록 편찬에 참여했다. 1707년 문과중시의 을과로 급제, 이듬해 헌납과 북평사를 거쳐 1711년 이조정랑, 1716년 승지에 올라 가례원류서문 시비에 숙종의 비답이 옳지 않음을 간청하였다. 1719년 부제학, 이듬해 함경도관찰사, 경종 1년(1721) 예조참판, 영조 1년(1725년) 홍문관 예문관 대제학과 이조참판, 1727년 원자보양관, 영조 17년(1741)에 의정부 좌참찬 겸 예문관 제학, 영조 19년(1743) 세자우빈객을 겸직하였다. 공은 주자학의 심성론에 있어 이간의 학설을 지지하여 한원진 등의 호론을 반박하는 등 낙론의 대표적인 유학자였다. 이이를 사숙했고, 성리학의 대가로서 율곡전서를 산정했다. 만년에 용인으로 퇴거하여 후진양성에 힘썼으며 용인 한천서원에 배향되었다. 시호는 문정이며, 저서로는 도암집 50권과 주자어류초절, 근사심원, 검신록, 존양록, 사례편람 등 많은 편저를 남겼으며, 서예에도 능했다. 분묘는 원형이며 순조 33년(1833)에 수립된 묘비는 오희상이 찬했다. 묘 앞에는 상석, 혼유석, 향로석이 있고, 좌우에는 문인석, 망주석 등이 배치되어 있다.

## 같이 보기
- 이재

## 참고 문헌
- 이재 선생 묘 - 용인시의 문화관광 - 향토유적